# Stadio Germano Todoli
Lo stadio Germano Todoli, detto dei Pini, è un impianto sportivo di Cervia in località Milano Marittima.
Esso è il terreno interno del Cervia United ed è stato utilizzato fino al 2012 dall'Equipe Romagna, associazione sportiva che raccoglieva i calciatori professionisti rimasti senza contratto, fino al 2016 dalla squadra femminile Riviera di Romagna, oltreché dalle giovanili del Cervia.

## Storia
Durante il fascismo il Cervia iniziò a darsi una fisionomia più definita ed iniziò ad ambire categorie più consone ad una città rinomata per i "bagni". Il vecchio campo presso il Lavatoio viene dapprima trasferito presso il Lungomare dove i problemi di drenaggio costringevano spesso gli stessi giocatori ad improvvisarsi pompieri. La visita di Benito Mussolini del 20 giugno 1938 fu occasione per Augusto Piraccini detto "Besagnon", un fruttivendolo che aveva il banco nei pressi dell'area del futuro stadio, di fare richiesta al duce di uno stadio per la squadra locale: l'impianto venne completato nel 1939, battezzato "Stadio dei Pini", e da allora è lo stadio di casa del Cervia, lavori di ristrutturazione sono stati effettuati nel 2004 all'epoca del reality "Campioni", e nel 2009.

## Descrizione
Lo stadio Todoli , così ribattezzato il 17 febbraio 1992 in onore del presidente delle migliori stagioni del Cervia, Germano Todoli, ha una capienza di 3.000 posti. È composto da una tribuna centrale coperta a cui nel 2004 si sono aggiunte tribune smontabili sul lato opposto, dopo il termine del reality "Campioni" è stata invece smantellata la gradinata che costituiva una sorta di curva nord. Sul retro della tribuna principale è presente il fabbricato adibito a sede della società calcistica Cervia, mentre adiacente a sud vi è l'antistadio in erba sintetica.

## Altro
Il 29 giugno 2009 vi si giocò il II Italian Superbowl, vinto dai Giants Bolzano sui Marines Lazio per 35 a 21.